# Кособуцкий, Юрий Казимирович
Юрий Казимирович Кособуцкий (род. 15 февраля 1970, Молодечно) — вспомогательный епископ католической архиепархии Минска-Могилёва.

## Биография
Родился в семье электрика Казимира и телеграфистки Владиславы. В 1987 году окончил среднюю школу № 8 города Молодечно. Закончил Белорусский государственный институт народного хозяйства (ныне Белорусский государственный экономический университет), по его окончании прошёл срочную воинскую службу в войсках противовоздушной обороны в Ленинграде. В 1991 году поступил в Высшую духовную семинарию в Гродно.
7 декабря 1996 года был рукоположён в священники. Исполнял обязанности викария прихода Успения Пресвятой Девы Марии и св. Станислава в Могилёве и администратора прихода Воздвижения Святого Креста в Вилейке. С 1999 по 2001 год учился в Католическом университете Люблина (Польша), где получил степень лиценциата богословия. С 2001 по 2004 год исполнял обязанности префекта Высшей духовной семинарии в Пинске. В 2004 году назначен директором секретариата Конференции католических епископов Белоруссии, а годом позже — канцлером курии Минско-Могилевской архиепархии. С 2006 года служил в приходе Пресвятой Троицы на Золотой Горке в Минске. Преподавал в Высшей духовной семинарии в Пинске и теологическом колледже имени св. Иоанна Крестителя в Минске.
29 ноября 2013 года папа римский Франциск назначил о. Юрия Кособуцкого вспомогательным епископом архиепархии Минска-Могилёва. 25 января 2014 года состоялась епископская хиротония, которую совершил архиепископ Минска-Могилёва Тадеуш Кондрусевич в сослужении с епископом Гродно Александром Кашкевичем и епископом Пинска Антонием Демьянко. Как все вспомогательные епископы, Юрий Кособуцкий стал титулярным епископом Сциллиума (лат. Scillium), древнеримского города в провинции Африка на территории нынешнего вилайета Кассерин в Тунисе.
4 декабря 2020 года на своей странице в Facebook поддержал священнослужителей Беларуси, подвергнутых репрессиям и осуждённых на сутки административного ареста. Он призвал «молиться за страну, за народ, за арестованных по политическим мотивам, за тех, кого увольняют с работы за их взгляды, кого запугивают и шантажируют, за всех, кому сегодня нужна поддержка».